# Allenspark
Allenspark es un lugar designado por el censo ubicado en el condado de Boulder en el estado estadounidense de Colorado. En el año 2000 tenía una población de 496 habitantes y una densidad poblacional de 4,5 personas por km².

## Geografía
Allenspark se encuentra ubicada en las coordenadas 40°12′9″N 105°30′48″O / 40.20250, -105.51333.

## Demografía
Según la Oficina del Censo en 2000 los ingresos medios por hogar en la localidad eran de $42.596, y los ingresos medios por familia eran $65.536. Los hombres tenían unos ingresos medios de $27.857 frente a los $35.208 para las mujeres. La renta per cápita para la localidad era de $28.333. Alrededor del 10% de la población estaba por debajo del umbral de pobreza.